# Superliha (maschile)
La Superliha è la massima serie del campionato ucraino di pallavolo maschile: al torneo partecipano nove squadre di club ucraine e la squadra vincitrice si fregia del titolo di campione di Ucraina.

## Albo d'oro
| Anno             | Podio              | Podio               | Podio               |
| Campione         | Seconda            | Terza               |                     |
| ---------------- | ------------------ | ------------------- | ------------------- |
| 1992 Dettagli    | Šachtar            | Lokomotyv Charkiv   | Azot Čerkasy        |
| 1992-93 Dettagli | Šachtar            | Dynamo Kiev         | Torpedo Odessa      |
| 1993-94 Dettagli | Lokomotyv Charkiv  | Lokomotyv Kiev      | Torpedo Odessa      |
| 1994-95 Dettagli | Lokomotyv Kiev     | Lokomotyv Charkiv   | Šachtar             |
| 1995-96 Dettagli | Lokomotyv Charkiv  | Dorozhnyk Odessa    | Azot Čerkasy        |
| 1996-97 Dettagli | Dorozhnyk Odessa   | Azot Čerkasy        | Stirol Horlivka     |
| 1997-98 Dettagli | Dorozhnyk Odessa   | Dynamo Kiev         | Azot Čerkasy        |
| 1998-99 Dettagli | Dorozhnyk Odessa   | Azot Čerkasy        | Olimp Vinnycja      |
| 1999-00 Dettagli | Azot Čerkasy       | Dorozhnyk Odessa    | Lokomotyv Charkiv   |
| 2000-01 Dettagli | Lokomotyv Charkiv  | Azot Čerkasy        | Jurydyčna akademija |
| 2001-02 Dettagli | Lokomotyv Charkiv  | Azot Čerkasy        | Jurydyčna akademija |
| 2002-03 Dettagli | Lokomotyv Charkiv  | Jurydyčna akademija | Azot Čerkasy        |
| 2003-04 Dettagli | Lokomotyv Charkiv  | Jurydyčna akademija | Azovstal Mariupol'  |
| 2004-05 Dettagli | Lokomotyv Charkiv  | Azovstal Mariupol'  | Azot Čerkasy        |
| 2005-06 Dettagli | Azot Čerkasy       | Krymsoda            | Azovstal Mariupol'  |
| 2006-07 Dettagli | Lokomotyv Charkiv  | Azot Čerkasy        | Azovstal Mariupol'  |
| 2007-08 Dettagli | Lokomotyv Kiev     | Lokomotyv Charkiv   | Impexagro Čerkasy   |
| 2008-09 Dettagli | Lokomotyv Charkiv  | Dynamo Černivci     | Krymsoda            |
| 2009-10 Dettagli | Lokomotyv Charkiv  | Krymsoda            | Impexagro Čerkasy   |
| 2010-11 Dettagli | Lokomotyv Charkiv  | Impexagro Čerkasy   | Łoko Charkiv        |
| 2011-12 Dettagli | Lokomotyv Charkiv  | Krymsoda            | Favoryt             |
| 2012-13 Dettagli | Lokomotyv Charkiv  | Krymsoda            | Favoryt             |
| 2013-14 Dettagli | Lokomotyv Charkiv  | Khimprom Sumy       | Favoryt             |
| 2014-15 Dettagli | Lokomotyv Charkiv  | Khimprom Sumy       | Jurydyčna akademija |
| 2015-16 Dettagli | Lokomotyv Charkiv  | Dnipro              | Jurydyčna akademija |
| 2016-17 Dettagli | Lokomotyv Charkiv  | Barkom-Kažany       | Vinnycja            |
| 2017-18 Dettagli | Barkom-Kažany      | Lokomotyv Charkiv   | BK Novator          |
| 2018-19 Dettagli | Barkom-Kažany      | Serce Podillja      | Vinnycja            |
| 2019-20 Dettagli | Non assegnato      | Non assegnato       | Non assegnato       |
| 2020-21 Dettagli | Barkom-Kažany      | Epicentr-Podoljany  | Jurydyčna akademija |
| 2021-22 Dettagli | Epicentr-Podoljany | Barkom-Kažany       | Dnipro-Prometej     |
| 2022-23 Dettagli | Prometej           | Epicentr-Podoljany  | Jurydyčna akademija |
| 2023-24 Dettagli | Prometej           | Epicentr-Podoljany  | Žytyči              |

## Palmarès
| Squadra            | Titolo | Stagione |
| ------------------ | ------ | --- |
| Lokomotyv Charkiv  | 17     | 1993-94, 1995-96, 2000-01, 2001-02, 2002-03, 2003-04, 2004-05, 2006-07, 2008-09, 2009-10 2010-11, 2011-12, 2012-13, 2013-14, 2014-15, 2015-16, 2016-17 |
| Dorozhnyk Odessa   | 3      | 1996-97, 1997-98, 1998-99 |
| Barkom-Kažany      | 3      | 2017-18, 2018-19, 2020-21 |
| Šachtar            | 2      | 1992, 1992-93 |
| Azot Čerkasy       | 2      | 1999-00, 2005-06 |
| Prometej           | 2      | 2022-23, 2023-24 |
| Lokomotyv Kiev     | 2      | 1994-95, 2007-08 |
| Epicentr-Podoljany | 1      | 2021-22 |